# Fechtweltmeisterschaften 1954
Die 10. Fechtweltmeisterschaften fanden 1954 in der Stadt Luxemburg statt. Es wurden acht Wettbewerbe ausgetragen, sechs für Herren und zwei für Damen.

## Herren

### Florett, Einzel
| Platz | Land | Sportler            |
| ----- | ---- | ------------------- |
| 1     | FRA  | Christian d’Oriola  |
| 2     | ITA  | Edoardo Mangiarotti |
| 3     | ITA  | Giancarlo Bergamini |

### Florett, Mannschaft
| Platz | Land       | Sportler                                                                                                   |
| ----- | ---------- | --- |
| 1     | Italien    | Giancarlo Bergamini, Manlio Di Rosa, Roberto Ferrari, Edoardo Mangiarotti, Renzo Nostini, Antonio Spallino |
| 2     | Frankreich | Claude Bancilhon, René Cintrat, Roger Closset, Christian d’Oriola, Claude Netter, Adrien Rommel            |
| 3     | Ungarn     | Aladár Gerevich, József Gyuricza, József Marosi, Endre Palócz, Bertalan Szőcs, Endre Tilli                 |

### Degen, Einzel
| Platz | Land | Sportler            |
| ----- | ---- | ------------------- |
| 1     | ITA  | Edoardo Mangiarotti |
| 2     | ITA  | Carlo Pavesi        |
| 3     | ITA  | Franco Bertinetti   |

### Degen, Mannschaft
| Platz | Land       | Sportler |
| ----- | ---------- | --- |
| 1     | Italien    | Giorgio Anglesio, Franco Bertinetti, Giuseppe Delfino, Armando Dellantonio, Edoardo Mangiarotti, Carlo Pavesi |
| 2     | Schweden   | Per Carleson, Sven Fahlman, Carl Forssell, Bengt Ljungquist, Berndt-Otto Rehbinder, Nils Rydström             |
| 3     | Frankreich | Daniel Dagallier, Yves Dreyfus, Maurice Huet, Armand Mouyal, Jean-Pierre Muller, Claude Nigon                 |

### Säbel, Einzel
| Platz | Land | Sportler        |
| ----- | ---- | --------------- |
| 1     | HUN  | Rudolf Kárpáti  |
| 2     | HUN  | Pál Kovács      |
| 3     | HUN  | Tibor Berczelly |

### Säbel, Mannschaft
| Platz | Land       | Sportler                                                                                                  |
| ----- | ---------- | --- |
| 1     | Ungarn     | Tibor Berczelly, Aladár Gerevich, Rudolf Kárpáti, Pál Kovács, Dániel Magay, Bertalan Papp                 |
| 2     | Polen      | Marek Kuszewski, Zygmunt Pawlas, Jerzy Pawłowski, Andrzej Piątkowski, Jerzy Twardokens, Wojciech Zabłocki |
| 3     | Frankreich | Jean Brousse, Jacques Lefèvre, Jean Levavasseur, Bernard Morel, Jacques Roulot, Jean-François Tournon     |

## Damen

### Florett, Einzel
| Platz | Land | Sportlerin     |
| ----- | ---- | -------------- |
| 1     | DEN  | Karen Lachmann |
| 2     | HUN  | Ilona Elek     |
| 3     | FRA  | Renée Garilhe  |

### Florett, Mannschaft
| Platz | Land       | Sportlerinnen                                                                                                   |
| ----- | ---------- | --- |
| 1     | Ungarn     | Ilona Elek, Margit Elek, Katalin Kiss, Magda Nyári-Kovács, Zsusza Morvay, Magda Zsabka                          |
| 2     | Italien    | Irene Camber, Welleda Cesari, Bruna Colombetti, Vera Mantovani, Silvia Strukel                                  |
| 3     | Frankreich | Kate Delbarre, Renée Garilhe, Francoise Guittet-Gouny, Marguerite Lavagne, Françoise Mailliard, Régine Veronnet |